# 나가노 아사히 방송
나가노 아사히 방송은 1991년 4월 1일 나가노현의 4번째 민영방송국으로 개국했다.
나가노 아사히 본국:http://upload.wikimedia.org/wikipedia/ja/e/ef/Abn-01.jpg 보관됨 2014-05-21 - 웨이백 머신
약칭은 abn, 콜사인은 JOGH-DTV이다.

## 연혁
- 1989년 11월 6일 설립.
- 1991년 4월 1일 개국.
- 2006년 9월 1일 지상파 디지털 텔레비전 방송 아날로그 재전송 시험방송 개시.
- 2006년 10월 1일 지상파 디지털 텔레비전 본방송 개시.
- 2011년 7월 25일 지상파 아날로그 텔레비전 본방송 완전 종료.

### 나가노현의 ANN 계열국 변천사
원래, 나가노현에는 아사히 신문 관계 방송국으로 신에츠 방송(SBC)이 있었다.아사히 신문은 이 방송국의 필두 주주로서 라디오 뉴스도 제공하고 있었다.
하지만 신에츠 방송은 마이니치 신문을 중심으로 한 뉴스 네트워크 JNN에 가맹하고 있었으며 그와 동시에 개국 당초부터 나가노 현의 지방신문사 시나노 마이니치 신문과 돈독한 관계를 맺고 있었다.
그 후 아사히 신문이 일본전역에 아사히계열 텔레비전 네트워크를 구축하기 위하여 일본 각지의 UHF방송국 개국 신청을 실시해 많은 지방에서 크로스 네트워크 형태로 아사히계열 텔레비전 방송국이 개국했다.
이에 따라 나가노 현에서도 1968년 나가노 방송(NBS)이 요미우리 신문과 마이니치 신문계열과 자본관계가 있었음에도 일단은 아사히계열 텔레비전 방송국으로서 개국했다.
이러한 상황 속에서 아사히 신문·TV아사히 진영과 요미우리 신문·니혼TV 진영이 신국 개설 신청을 하게 되었고 그 결과 개국한 방송국이 바로 TV 신슈(TSB)였으나 TSB는 TV아사히계 프로그램을 중심으로 편성을 했고 4번째 방송국이 TV 아사히 계열이 되는 것이 정해지면서 크로스 네트워크 상태는 10년 반만에 끝날 수 있었다..

## 특징
- 원래 약칭으로 「NAB」(Nagano Asahi Broadcasting Co.,Ltd.)를 쓰려고 했으나,일본 민간방송연맹(National Association of Commercial Broadcasters in Japan)과 약칭이 같은 관계로 현재의 약칭을 쓰게 되었다고 한다.
- 회사설립 당시 1300여개의 업체가 방송국 설립 신청을 했다.
- 나가노 아사히 방송 개국 전 ANN 프로그램을 방송했던 TV 신슈에 재적했던 사원 중 일부가 나가노 아사히 방송으로 이적했다.

## 나가노현에 있는 다른 텔레비전·라디오 방송국
- NHK 나가노 방송국
- 신에츠 방송(SBC)(TV는 도쿄 방송 계열, 라디오는 JRN·NRN 계열)
- 나가노 방송(NBS)(후지 TV 계열)
- TV 신슈(TSB)(니혼 TV 계열)
- 나가노 FM방송(JFN 계열)